# الحسن بن علي كراه
الحسن بن علي كراه كان قائدًا عسكريًا في الخلافة العباسية في عهد الخليفة المعتضد.
يظهر الحسن بن علي كورة لأول مرة في عام 894/5 م، أثناء فترة إعادة فرض العباسيين سلطتهم على الجبال والري في عهد المعتضد. وبحسب الطبري، فقد كان عميلًا للقائد المنشق رافع بن هرثمة في الري، واستسلم لابن المعتضد علي (الذي سيُسمى المكتفي في المستقبل) مع ألف رجل. وفي عام 896 م أرسله المعتضد قائدًا لرحلة ضد المتمردين الخوارج في الجزيرة، إلا أنه فشل في تحقيق أي نتيجة حاسمة.
وفي وقت ما من عام 900، عُين حاكمًا لمنطقة الحدود القيليقية (الثغور الشامية) مع الإمبراطورية البيزنطية. وفي تشرين الثاني من نفس العام، شارك مع المعتضد في مطاردة للخصي وصيف في المناطق الحدودية، وفي عام 901 م، أرسل نائبه نزار بن محمد لشن غارة على الأراضي البيزنطية، والتي عاد منها الأخير بالعديد من الأسرى والغنائم، بما في ذلك 160 رجلًا والعديد من الصلبان والأعلام.
وبعد وفاة المعتضد وخلافة الخليفة الجديد المكتفي بالله والقائد العام بدر المعتضد في حزيران/تموز 902، أُرسل الحسن مع جيش إلى واسط، حيث لجأ بدر. وفي هذه الحالة، وبعد أن تخلى عنه أتباعه، خُدع بدر حتى قبل العفو الخليفة، فقُتل وهو في طريقه للقاء المكتفي.